# Stellacja
Stellacja (łac. stellatio od stella – gwiazda) – proces w geometrii polegający na konstruowaniu nowych wielokątów (stellacja dwuwymiarowa) lub wielościanów (stellacja trójwymiarowa). Ogólnie można zastosować definicję stellacji do dowolnego wielotopu w n wymiarach. Otrzymaną figurę nazywamy stellacją figury wyjściowej (macierzystej). Na proces stellacji składają się dwie fazy:
1. rozszerzanie elementów figury takich jak krawędzie, czy ściany (zwykle wzdłuż środka symetrii);
2. łączenie uprzednio rozszerzonych elementów ze sobą, by utworzyły nową figurę.

## Keplerowska definicja stellacji
W roku 1619 niemiecki uczony Johannes Kepler zdefiniował proces stellacji dla dwu- i trzywymiarowych wielościanów jako przedłużanie krawędzi bądź ścian do momentu uformowania nowych figur. Kepler przeprowadził stellację dwunastościanu foremnego otrzymując w ten sposób dwa foremne wielościany gwiaździste z grupy wielościanów Keplera-Poinsota. Różnica pomiędzy współczesną a keplerowską definicją stellacji jest niewielka. Kepler nie uwzględnił możliwości jej przeprowadzenia dla figur o więcej niż trzech wymiarach.